# アイス・レコード
アイス・レコード（Ice Records）は、エディ・グラント（Eddy Grant）がオーナーとなっている、バルバドスを本拠とするレコードレーベル。このレーベルは、グラントの音楽だけではなく、「古典的なカリプソやソカ、リングバング（Ringbang、カリブ海の様々な音楽を融合させてグラントが作り出した様式）などの、録音、普及、流通」を図ると表明している。アイス・レコードは、世界最大のカリブ音楽（List of Caribbean music genres）のカタログを持っていると称している。

## 所属アーティスト
- Black Stalin
- Calypso Rose
- Grynner
- Lord Kitchener
- Mighty Gabby
- Mighty Sparrow
- Roaring Lion
- Superblue